# Wilm Dedeke

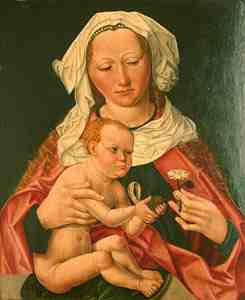
Madonna com Criança (Madonna mit Kind), 1500

Wilm Dedeke (1460 em Lübeck - 1528 em Hamburg) foi um pintor alemão do Gótico, nascido no norte da Alemanha.
Dedeke completou o Altar de São Lucas na Catedral de Hamburgo, como membro da Guilda de São Lucas, iniciado por Hinrik Bornemann e Absolon Stumme. Dedeke casou com a viúva de Stumme.